# Broadback Valley Forest
Der Broadback Valley Forest oder Waswanipi-Broadback Forest liegt direkt am Rand der letzten borealen Urwälder Kanadas in der Provinz Québec, wo der unkontrollierte Holzeinschlag mit großer Geschwindigkeit fortschreitet. Er liegt im Südwesten der Provinz in der Abitibi-Region und umfasst eine Fläche von 1300 km². Das gesamte Tal umfasst etwa 22.000 km², doch wurde dort über Jahrzehnte der Urwald abgeholzt. 2011 ließ der Holzkonzern Eacom dort mehrere hundert weitere Hektar Bäume fällen, obwohl drei Cree-Stämme dagegen Einspruch erhoben hatten. Diese sind vor allem die Waswanipi Cree, in deren Traditionellem Territorium das Urwaldgebiet liegt. Sie sind, um ihre traditionelle Lebensweise beibehalten zu können, auf die Bäume und das darin zu findende Wild, sowie die Fischbestände angewiesen. 2011 machte die Provinzregierung die Konzession, 300 km² des Waldes unter Schutz zu stellen. Greenpeace handelte mit Eacom ein Moratorium bis 2013 aus.

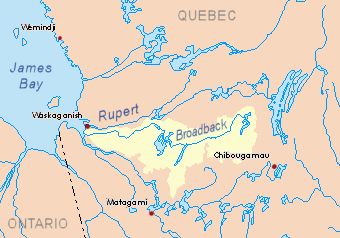
Karte des Broadback-Flussgebiets

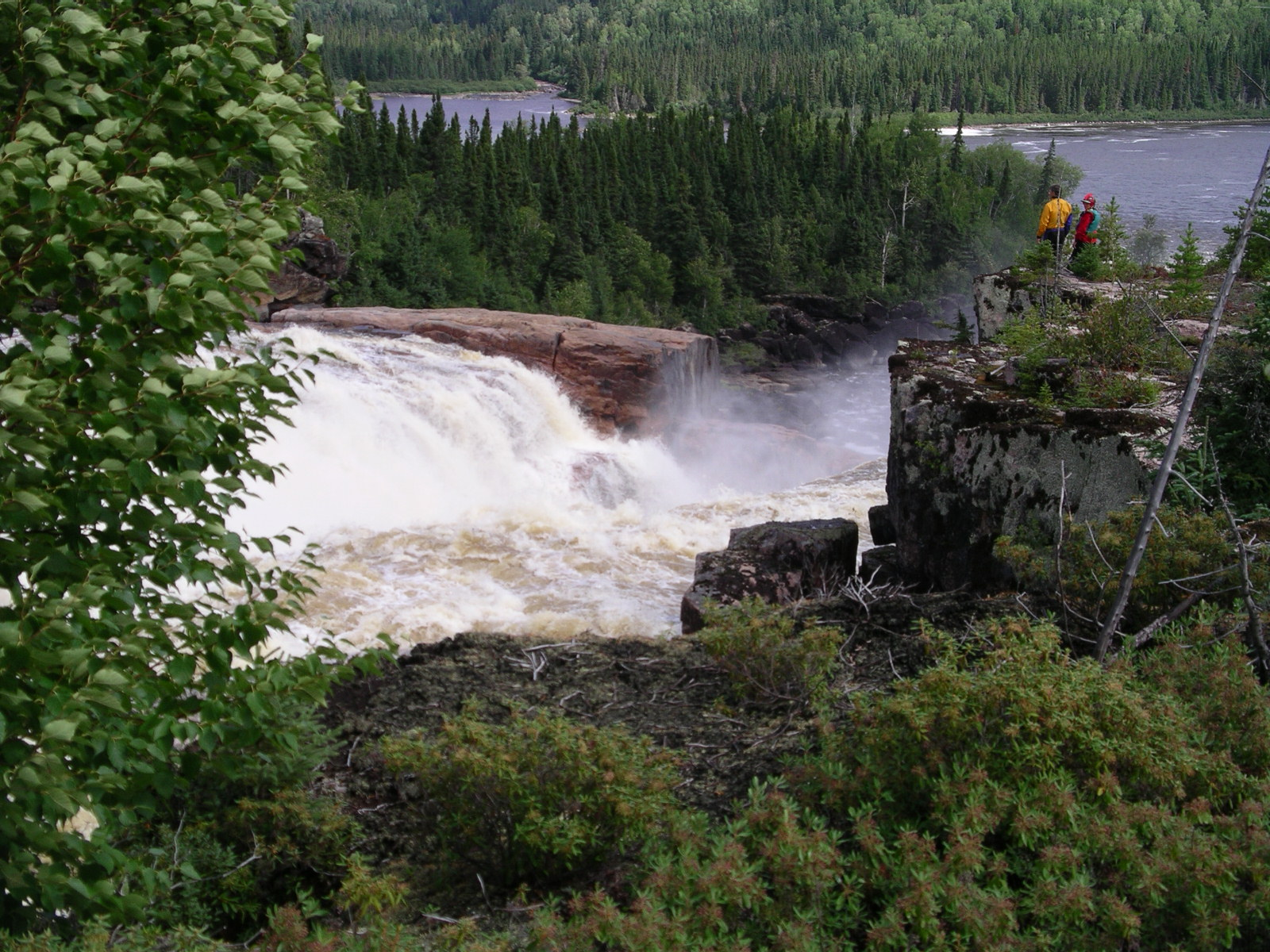
Tupatukasi-Fälle

Trotz erfolgreicher Verhandlungen, die 2002 in den Paix des Braves gemündet waren, schwenkte das zuständige Ministerium für Bodenschätze im November 2003 beim Wasnawipi-Wald auf eine neue Linie, änderte den Abitibi Consolidated’s 5-year plan und erlaubte damit den jederzeitigen Holzeinschlag. Das Cree/Quebec Forestry Board untersuchte den Vorgang. Dieser hatte sich nach etwa 20-monatigem Vorlauf am 17. Oktober 2003 zusammengefunden.
2009 bewarben sich mehrere Holzunternehmen um die Einschlaglizenz, und um eine Brücke über den Broadback River bzw. Rivière Broadback bauen zu dürfen. Voraussetzung wäre ein Environmental Impact Assessment, eine Untersuchung der Umweltfolgen gewesen. Der Große Rat der Cree lehnte das eilige Verfahren ab, da es keine ausreichenden wissenschaftlichen Daten zur Einschätzung der Folgen gab. Im Mai 2010 kam es zu einem Abkommen über die borealen Wälder, dem Canadian Boreal Forest Agreement. Daraufhin zogen alle Unternehmen, bis auf Eacom, ihre Anträge zurück. Eacom kaufte im Gegenteil die Québecer Anteile von Domtar und damit den Zugang zum Broadback.
Im November 2010 blockierten die Waswanipi unter Leitung ihres Häuptlings Paul Gull die Zufahrtsstraßen zum Wald. Zuvor hatten sowohl die Waswanipi tallyman, die Führer der Jagdgebiete, der Große Rat der Cree, als auch Greenpeace und andere Umweltschutzorganisationen gegen das Vorhaben des neuen Waldbesitzers Eacom Einspruch erhoben. Greenpeace hatte dem Premierminister der Provinz Jean Charest eine Studie über den Wert des Gebiets für die Waldland-Karibus, für die lokale Kultur und als Kohlendioxidsenke. Die Entscheidung liegt seither bei der Provinzregierung. Greenpeace entsandte im April 2011 europäische Mitarbeiter in das Gebiet, um die Waswanipi bei ihrem Widerstand zu unterstützen. Mitte Mai verkündete die Regierung der Provinz, einen Assinica Cree Heritage Park gründen zu wollen. Dieser sollte auf 3000 km² des Traditionellen Territoriums der Oujé-Bougoumou Cree Nation entstehen. Die Forderungen der Cree Nations von Nemaska und Waswanipi fanden dabei keine Erwähnung. Eines der Argumente ist dabei der Schutz der Waldland-Karibus in der Region.